# Terence Arnold
Terence Arbuthnot Arnolda, född 5 april 1901 i Peshawar, Brittiska Indien (nuvarande Pakistan), död 5 juli 1986 i Salisbury, England, var en brittisk bobåkare som tävlade under 1920-talet. Han vann silver i fyrmansbob vid olympiska vinterspelen 1924.
a Namn i resultatlistan från 1924 T.-A. Arnold, andra källor har namnet som Thomas Alfred Arnold.